# أنكونة
أَنْكُونَة أو أَنْقُونَة أو أنكونا (بالإيطالية: Ancona)، مدينة في الجزء الشمالي من وسط إيطاليا، عاصمة إقليم ماركي ومقاطعة أنكونا سكانها حوالي 101.797 نسمة.
و هي ميناء على البحر الادرياتيكي. وتقع على بعد 210 كلم شمال شرق روما و 200 كلم جنوب شرق بولونيا.
تقع المدينة على وبين مرتفعات رأسين بريين داخل البحر.

## السكان
في سنة 1861 بلغ عدد السكان 49٬375 نسمة، وتطور العدد ليصل في سنة 2011 لـ 100٬497 نسمة.
يظهر هذا المخطط البياني تطور النمو السكاني لـ أنكونة

## التاريخ
أسست سيراكوزا أنكونا من حوالي 390 قبل الميلاد، والذي أعطى اسمه: أنكونا هو تعديل طفيف جداً بترجمة كلمة αγκων اليونانية ومعناها «المرفق»؛ حيث أن المرفأ الشرقي المدينة كان أصلاً محمي فقط عن طريق الرأس البري داخل البحر في الشمال شكله يشبه المرفق. أنشأ التجار اليونانيين فيها مصنع للأرجوان الصوري. في عهد الرومان حافظت على عملة الخاصة يحمل نقش لذراع منحني سعفة نخيل ومن الجهة المعاكسة رأس أفروديت وواصلت استخدام اللغة اليونانية.

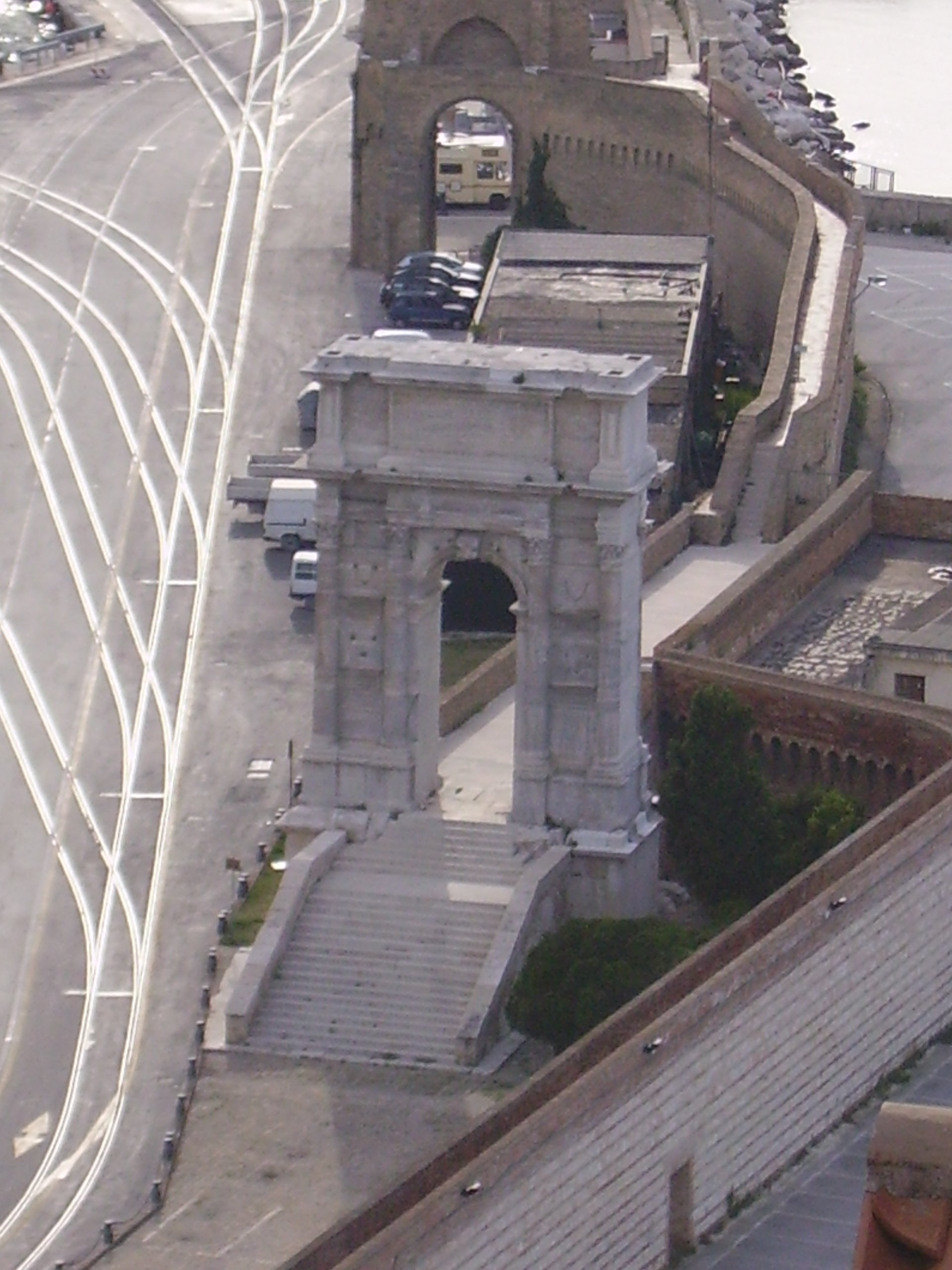
قوس تراجان

الزمن الذي أصبحت فيه مستعمرة رومانية غير محدد تماما. فقد احتلت كمحطة بحرية في حرب الإليرية 178 عام قبل الميلاد. استولى عليها يوليوس قيصر فور عبوره نهر روبيكون. كان ميناؤها عن قدر كبير من الأهمية في زمن الامبراطورية لقربها من دالماسيا، وقام بتوسعته الإمبراطور تراجان الذي شيّد الرصيف الشمالي بدأ تصميمه المهندس المعماري أبولودوروس الدمشقي، في بدايته يقف قوس نصر رخامي بممر واحد بدون نقوش أقيم على شرفه في 115 من مجلس الشيوخ والشعب.
بعد سقوط الإمبراطورية الرومانية الغربية، هوجمت أنكونا مباشرة من قبل اللومبارديون والقوط، والمسلمين ولكنها استردت قوتها وأهميتها. وكانت واحدة من المدن البينتابوليس تحت حكم إكسرخسية رافينا. مع غزو كارولينجيان لشمال إيطاليا، أصبحت عاصمة ماركا دي أنكونا، ومن هنا جاء اسم الإقليم الحديث. بعد عام 1000 ازدادت أنكونا استقلالا، وتحولت في نهاية المطاف جمهورية بحرية (مع غاييتا وتراني وراغوزا وهي المدن التي لم تظهر على العلم إيطاليا البحري)، واصتدمت أحيانا بالبندقية القوة القريبة. وكانت تهيمن عليها أقلية جمهورية، فقد كان يحكمها ستة شيوخ ينتخبهم ثلاثة تيرزييري يمثلون أقسامها الثلاثة: سان بيترو والميناء وكابوديمونتي.

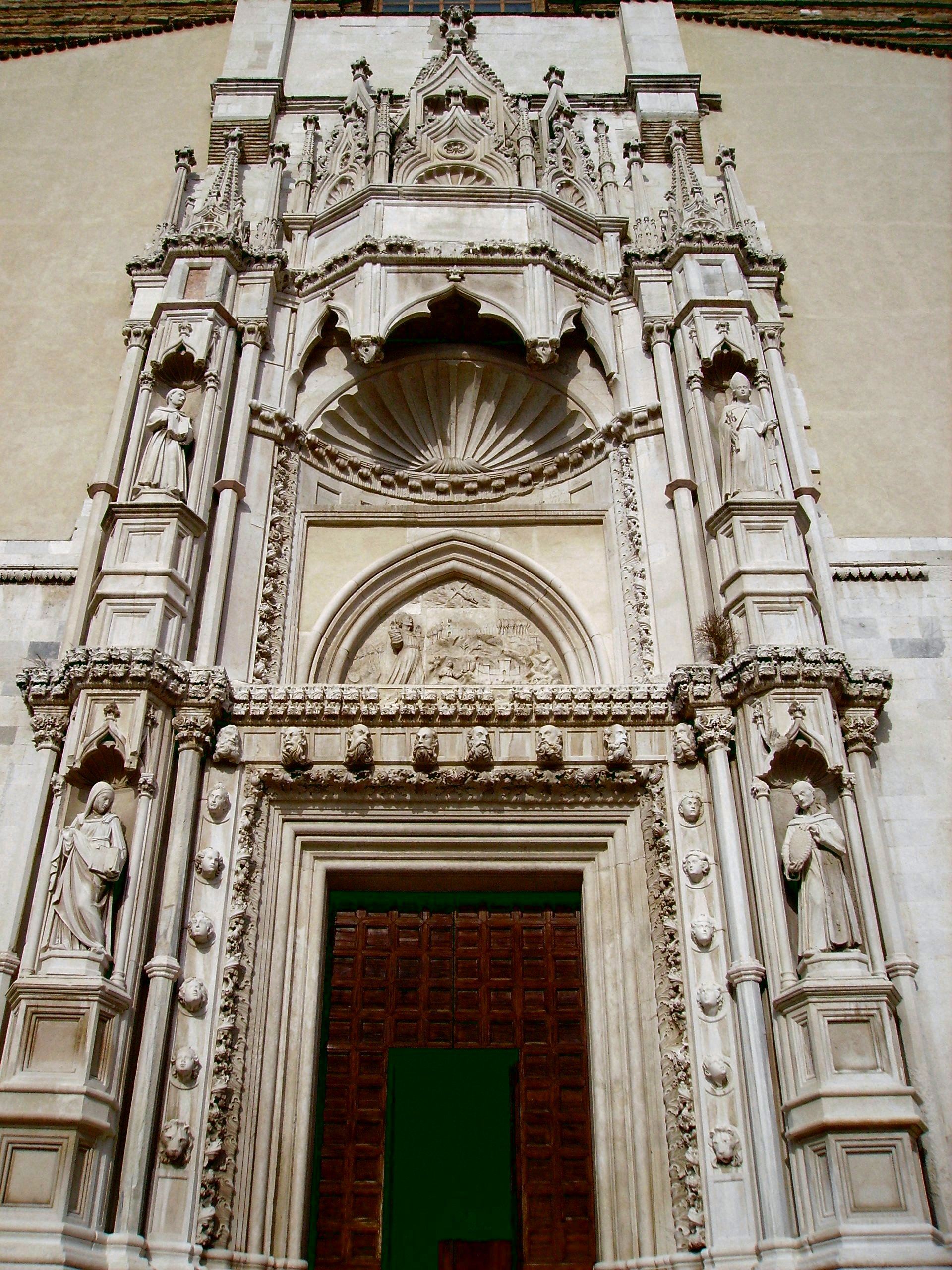
باب كنيسة سان فرانشيسكو

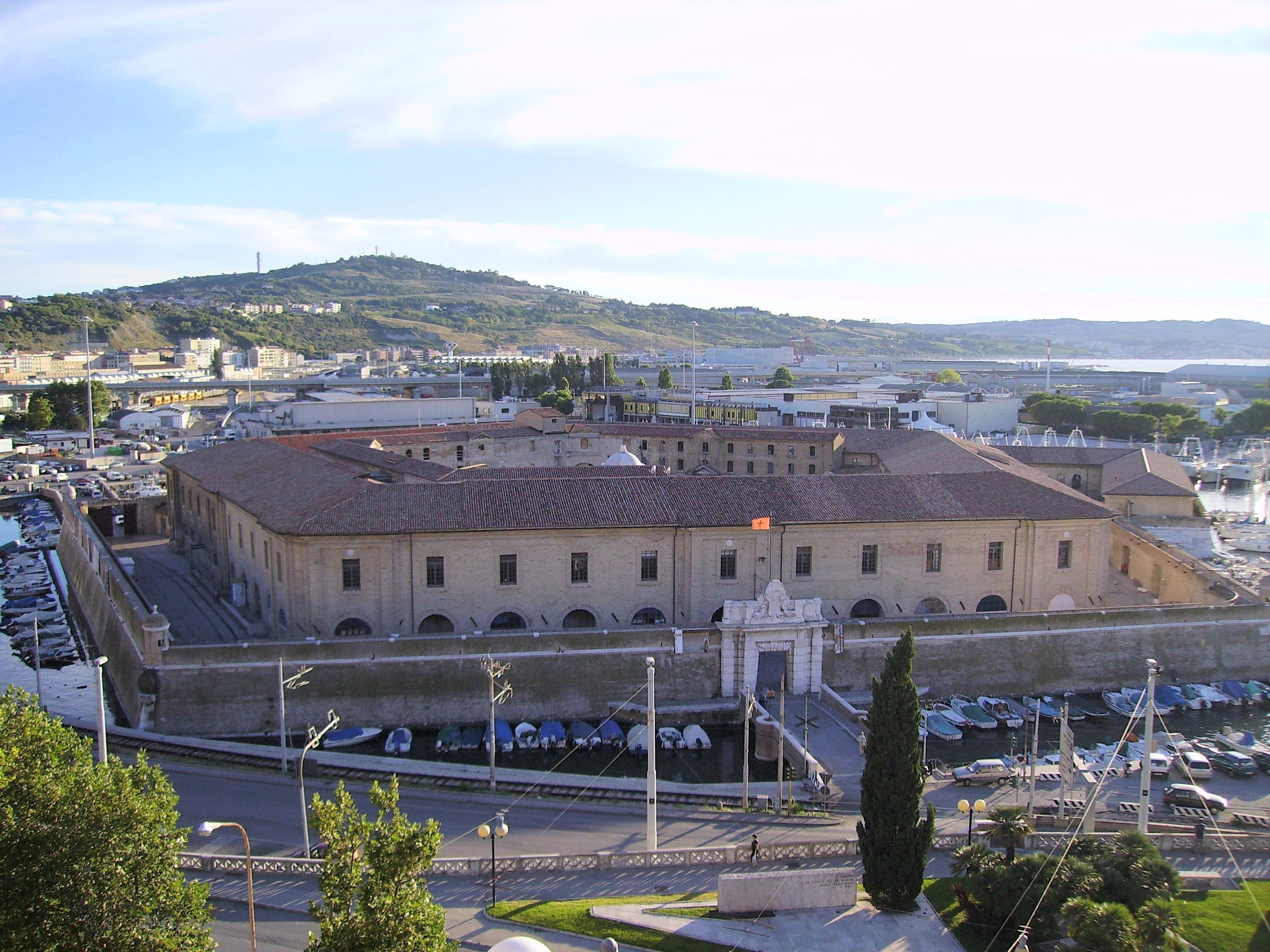
محجر فانفيتيلي الصحي

و كان لها عملة خاصة بها وهي اغونتانو وسلسلة من القوانين. عادة كانت أنكونا متحالفة مع راغورا والامبراطورية البيزنطية. وكانت قوية بما يكفى لدحر القوات الامبراطورية في أعوام 1137 و1167 و1174. شاركت السفن الانكونية في الحروب الصليبية وكان من ضمن ملاحي الرحالة شيرياكو الأنكوني. في الصراع بين البابوات والاباطرة الذي شهدته إيطاليا من القرن الثاني عشر فصاعدا، انحازت انكونا لصالح غويلفي.
بخلاف غيرها من مدن شمال إيطاليا، لم تحكم أنكونا من العائلات. باستثناء حكم عائلة مالاتيستا، الذين استولوا على المدينة في عام 1348 مستفيدين من الموت الأسود وحريق دمّر الكثير من المباني. وخرجت مالاتيستا عام 1383. وفي عام 1532 فقدت نهائيا حريتها وأصبحت جزءا من الولايات البابوية في ظل البابا كليمنس السابع. كان رمز سلطة البابوية القلعة الضخمة. أنكونا مع روما وأفينيون، هي المدن البابوية الوحيدة التي بقي فيها اليهود بعد عام 1569، وكانو يعيشون في غيتو بني بعد عام 1555.
البابا كليمنس الثاني عشر أطال رصيف الميناء، وأعاد قوس تراجان المهمَل إلى حالته الأولى؛ كما أقامت لازاريتو وهو محجر صحي في الطرف الجنوبي من المرفأ، وأصبح لويجي فانفيتيلي كبير المعماريين. بني الرصيف الجنوبي في عام 1880، والميناء محمي من حصون على الهضبة.
من عام 1797 فصاعدا عندما استولى الفرنسيون عليها كثيراً ما ترد القلعة في التاريخ كعنصر هام، حتى فتحها لكريستوف ليون لويس دي جوشا لاموريسي يوم 29 سبتمبر 1860، وبعد أحد عشر يوما هزم في كاستيلفيداردو.

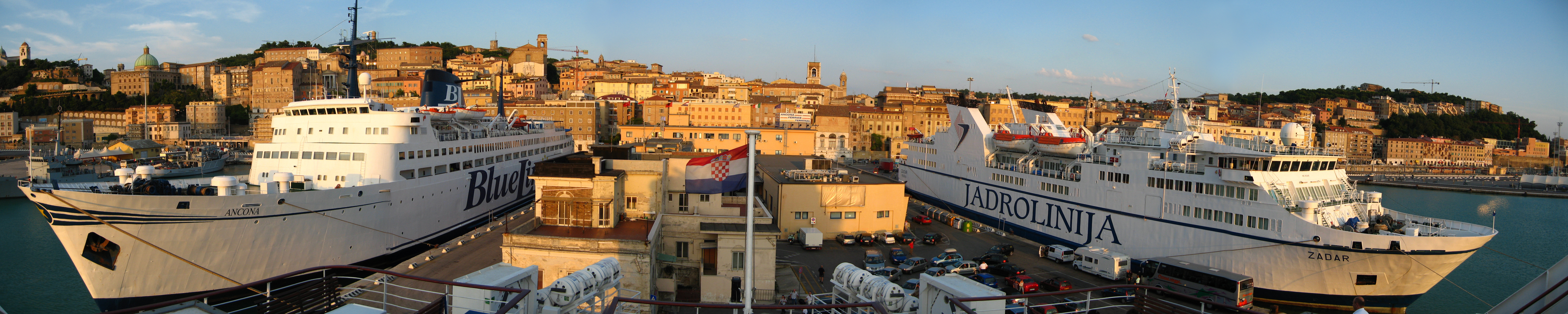
ميناء أنكونا نقطة انطلاق رئيسية لعبور البحر الأدرياتيكي بالعبارات